# 富平駅
富平駅（プピョンえき）は、大韓民国仁川広域市富平区富平洞にある、韓国鉄道公社（KORAIL）と仁川交通公社の駅。カトリック大仁川聖母病院という副駅名がある。

## 利用可能な鉄道路線
韓国鉄道公社
 京仁線（首都圏電鉄1号線） - 駅番号は「152」
仁川交通公社
 仁川1号線 - 駅番号は「I120」

## 歴史
- 1899年9月18日 - 京仁線の駅として開業[1][2]。
- 1974年8月15日 - 首都圏電鉄1号線が開業。京仁線は首都圏電鉄1号線の一部となる。
- 1999年
  - 1月29日 - 九老駅から当駅までの区間が複々線化。同時に急行電車の運行を開始し、停車駅となる。
  - 10月6日 - 仁川広域市地下鉄公社（当時）1号線の駅が開業[3]。
- 2005年1月1日 - 鉄道庁の改組により韓国鉄道公社(KORAIL)の駅となる。
- 2009年10月6日 - 仁川広域市地下鉄公社が仁川メトロに改称。
- 2011年12月28日 - 仁川メトロは仁川交通公社に吸収統合され、仁川1号線は仁川交通公社の駅となる。
- 2017年7月7日 - 京仁線特急の運行を開始。

## 駅構造

### 韓国鉄道公社
島式ホーム2面4線の地上駅。保安用にホームドアシステム（フルスクリーンタイプ）を装備する。当駅と隣の白雲駅との間にY字型の引き上げ線があり、当駅を起終点とする列車が折り返しなどに使用している。
駅舎は富平駅舎（株）が運営する民間資本の駅舎（富平駅舎ショッピングモール）であり、富平地下商店街とも接続している。

#### のりば
| 番線 | 路線                         | 種別 | 行先                                   |
| ---- | ---------------------------- | ---- | -------------------------------------- |
| 1    | 京仁線 · （首都圏電鉄1号線） | 緩行 | 富川・地下ソウル駅・清凉里・逍遥山方面 |
| 2    | 京仁線 · （首都圏電鉄1号線） | 急行 | 富川・九老・龍山方面                   |
| 3    | 京仁線 · （首都圏電鉄1号線） | 急行 | 銅岩・朱安・東仁川方面                 |
| 4    | 京仁線 · （首都圏電鉄1号線） | 緩行 | 銅岩・朱安・仁川方面                   |

### 仁川交通公社
相対式ホーム2面2線の地下駅。保安用にホームドアシステム（フルスクリーンタイプ）を装備する。

#### のりば
案内上ののりば番号は設定されていない。
| 番線 | 路線      | 行先                                                 |
| ---- | --------- | ---------------------------------------------------- |
| 上り | 仁川1号線 | 富平区庁・京仁教大入口・桂陽方面                     |
| 下り | 仁川1号線 | 仁川市庁・仁川ターミナル・東幕・松島月光祝祭公園方面 |

## 利用状況
近年の一日平均乗車人員推移は下記の通り。
| 路線      | 乗車人員 | 乗車人員 | 乗車人員 | 乗車人員 | 乗車人員 | 乗車人員 | 注釈  |
| 路線      | 2000年   | 2001年   | 2002年   | 2003年   | 2004年   | 2005年   | 注釈  |
| --------- | -------- | -------- | -------- | -------- | -------- | -------- | ----- |
| 京仁線    | 42675    | 50606    | 55855    | 56145    | 36980    | 36338    | [ 4 ] |
| 仁川1号線 | 非公開   | 非公開   | 非公開   | 6174     | 5501     | 5200     | [ 5 ] |
| 路線      | 2006年   | 2007年   | 2008年   | 2009年   | 2010年   | 2011年   |       |
| 京仁線    | 36018    | 35349    | 35739    | 35152    | 36651    | 44377    | [ 4 ] |
| 仁川1号線 | 5740     | 5768     | 5639     | 5478     | 5629     | 5855     | [ 5 ] |

## 駅周辺
- カトリック大学校仁川聖母病院（朝鮮語版）
- 富平駅市外バス停留場
- 富平駅舎ショッピングモール
  - ロッテマート富平駅店
  - ロッテシネマ富平駅舎館
- 富一女子中学校（朝鮮語版）
- 富平2洞住民センター
- 富平6洞住民センター
- 北仁川郵便局
- 仁川富平南初等学校（朝鮮語版）
- モディアウトレット（朝鮮語版）
- 韓国障碍人雇傭公団（朝鮮語版）
- 東横INN仁川富平
- 富平大路（朝鮮語版）
- 慶源大路（朝鮮語版）

## 隣の駅
韓国鉄道公社
 京仁線（首都圏電鉄1号線）
特急
松内駅 (150) - 富平駅 (152) - 朱安駅 (156)
急行　
松内駅 (150) - 富平駅 (152) - 銅岩駅 (154)
緩行
富開駅 (151) - 富平駅 (152) - 白雲駅 (153)
仁川交通公社
 1号線
富平市場駅 (I119) - 富平駅 (I120) - 東樹駅 (I121)